# Condado de Tompkins
O Condado de Tompkins é um dos 62 condados do Estado americano de Nova Iorque. A sede do condado é Ithaca, e sua maior cidade é Ithaca. O condado possui uma área de 1 273 km²(dos quais 40 km² estão cobertos por água), uma população de 96 501 habitantes, e uma densidade populacional de 78 hab/km² (segundo o censo nacional de 2000). O condado foi fundado em 1817.